# Дом-улей (Луцк)
Дом-улей (укр. будинок-вулик) — один из самых длинных жилых домов в мире. Расположен в городе Луцк, Украина, в 33-м микрорайоне на проспекте Соборности и улице Молодёжи.
Возведён в период с 1969 по 1980 годы по проекту архитекторов Василия Маловицы и Ростислава Метельницкого.
Имеет 38 адресов домов, проживает около 10 тысяч жителей.

## Архитектура
Здание представляет собой 40 домов из белого кирпича высотой 5-9 этажей, соединённых между собой под углом 120° (напоминающее пчелиные соты). По словам архитектора Маловицы, трёхлучевые вставки были применены в советской архитектуре впервые. Такое расположение домов было обусловлено тем, что во время строительства расстояния до детских садов, школ, магазинов и остановок транспорта были нормативными.
По сведениям РБК 2015 года, дом в Луцке был самым длинным жилым зданием Европы; местные жители называли его «Великой Китайской стеной». Длина самой длинной сплошной части составляет 1750 метров, а с учётом ответвлений — 2775 метров. Всего в доме 120 подъездов (по другим данным — 170 или 88), 15 тысяч окон и почти 3000 квартир.